# Uzunkaya, Derepazarı
Uzunkaya là một xã thuộc huyện Derepazarı, tỉnh Rize, Thổ Nhĩ Kỳ. Dân số thời điểm năm 2010 là 280 người.